# Курманов, Карпек Шамсединович
Карпек Шамсединович Курманов (30 июня 1928, с. Кызыл-Туу, Киргизская АССР — 24 апреля 2020, Бишкек) — советский, киргизский и казахский учёный-юрист, криминалист, криминолог, доктор юридических наук, профессор, Заслуженный деятель науки Киргизской Республики, Почётный академик Национальной академии наук Киргизской Республики, теоретик уголовного права, один из патриархов национальной юридической науки Киргизстана, основоположник киргизского уголовного права, криминалистики и криминологии. Первый представитель киргизского народа, очно получивший высшее юридическое образование. Родоначальник советской школы правоведения, начавшей исследование наркомании как преступления.

## Биография
Родился в семье служащего. Отец — Шамседин Курманов окончил Институт красной профессуры в Москве и работал в финансовых органах Киргизской и Казахской АССР — ССР.
Внук известного киргизского родоплеменного вождя и политического деятеля, просветителя, члена партии «Алаш» Курмана Лепесова, репрессированного Советской властью в 1926 г. Впрочем, по обвинению в «контрреволюционной деятельности» репрессированы были в 30-е годы 20 в. почти все дети Курмана Лепесова (7 сыновей), что наложило глубокий отпечаток на жизнь и судьбу, политические взгляды Карпека Курманова и его близких.
До 12 лет учился в сельской школе с. Кызыл-Туу Джумгальского района Киргизской ССР.
В 1940—1942 гг. курсант Джамбульского железнодорожного училища, где получил специальность помощника машиниста.
В 1942—1944 гг. работал помощником машиниста на Алма-Атинской железной дороге в г. Фрунзе.
В 1944 г. экстерном оканчивает Георгиевскую среднюю школу Курдайского района Джамбульской области Казахской ССР и до окончания войны в 1945 г. работает заведующим мобилизационным отделом Курдайского райисполкома.
В 1944−1945 гг. учится в Ленинградском институте физической культуры и спорта им. Лесгафта. Работает на заводе во Фрунзе и поступает на учёбу в Бауманское высшее техническое училище в Москве, где проучился 3 месяца.
В 1945—1949 гг. учится на очном отделении сначала Алма-Атинского, а затем Ленинградского юридического института им. М. И. Калинина, образованного в 1930 г. на базе юрфака ЛГУ и снова слившегося в 1954 г. с юридическим факультетом Ленинградского государственного университета имени А. А. Жданова. Таким образом, он стал первым представителем киргизской национальности, очно получивший высшее юридическое образование.
После окончания института до мая 1952 г. проработал на должности начальника отдела по надзору за органами милиции и МВД Прокуратуры Киргизской ССР и прокуратуры Фрунзенской области Киргизской ССР. Написал добровольно заявление об увольнении в связи с непрекращающимися преследованиями по мотивам «чуждого социального происхождения».
В 1953—1964 гг. поступил по всесоюзному конкурсу в очную аспирантуру Института права АН СССР в Москве (откуда был отчислен по мотивам чуждого социального происхождения), работал помощником министра торговли Киргизской ССР, затем в министерстве юстиции и адвокатуре Киргизской ССР — членом коллегии адвокатов.
В 1964—1967 гг. снова учится в очной аспирантуре на кафедре уголовного права и процесса КГУ, которую успешно окончил досрочной защитой диссертации на соискание ученой степени кандидата юридических наук, ставшей первой в СССР диссертацией по борьбе с наркоманией. Защита проходила в режиме секретности под грифом «Для служебного пользования». Грифы секретности давались трудам тех героев, имена которых должны были стать тайной в СССР.
С 1967 по 1972 гг. работал ученым секретарем КГУ, старшим преподавателем кафедры уголовного права и криминалистики юридического факультета КГУ.
В 1972—1980 гг. по личному приглашению первого ректора только что открывшегося Карагандинского государственного университета, академика АН Казахской ССР Е. А. Букетова вместе с коллегами из других республик Союза ССР создавал новый юридический факультет университета, где он работал доцентом, заведующим кафедрами правоведения, уголовного права и процесса.
В 1981—1983 гг. доцент юридического факультета КГУ, ныне Киргизского национального университета имени Ж. Баласагына.
С 1984 по 1993 гг. трудился в Национальной академии наук Киргизской Республики в должности старшего научного сотрудника, заведующего сектором и заведующего отделом сначала Института философии и права, а затем Института государства и права.
С 1993 по 2003 гг. работал заведующим кафедрой уголовного права в Институте переподготовки и повышения квалификации кадров Киргизского национального университета имени Ж. Баласагына, а также по совместительству заведовал кафедрой уголовного права в Киргизском государственном университете им. И. Арабаева и кафедрой правоведения в Восточном университете им. М. Барскауни, совмещая заведование кафедрами с работой в качестве профессора.
В 2004 г. за высокий вклад в развитие юридической науки и подготовку юридических кадров ему присвоено звание «Заслуженного деятеля науки Киргизской Республики». Он стал в республике первым и пока единственным ученым-юристом, награждённым этим высоким почётным званием.
С 2003 по 2009 гг. — профессор и заведующий кафедрой уголовного права Киргизской государственной юридической академии (КГЮА).
С 2000 г. являлся приглашенным профессором кафедры уголовного права и процесса Киргизско-Российского Славянского университета.
С 2009 г. — советник ректора Киргизской государственной юридической академии, профессор кафедры по совместительству, научный консультант кафедры.
В 2009 г. за большой вклад в развитие юридической науки и образования, а также подготовку юридических кадров награждён высшей наградой страны орденом «Манас» 3-й степени.
В 2007 г. в КГЮА открыт кабинет-музей профессора К. Ш. Курманова.
Его именем при жизни названа улица, на которой он жил в г. Бишкеке — улица «Академика Карпека Курманова».

## Участие в резонансных судебных процессах
В 1961—1962 гг. К. Курманов участвовал в качестве адвоката в скандальном судебном процессе по так называемому «делу трикотажников», известному по составу участников ещё и как «еврейское дело». Оно было связано с трагическими и не до конца ясными страницами советской истории периода хрущевской оттепели. Многие неверно полагают, что репрессии были только «сталинские», а после них началась «оттепель», совершенно другая эпоха. Были восстания и расстрелы в Черкесске, Краснодаре, Темиртау и других городах Союза ССР, в которых люди выступали против социально-экономической политики Н. Хрущева, его сподручных и «преемников». Были также и репрессии, которые должны быть осуждены, а все его жертвы реабилитированы.
Указом Президиума Верховного Совета СССР от 5 мая 1961 г., инициированным первым секретарем ЦК КПСС Н. С. Хрущёвым, была введена смертная казнь за хищение государственного или общественного имущества в особо крупных размерах и за изготовление поддельных денег. Этот указ стал чёрным пятном в истории «хрущевской оттепели». «Расстрельному Указу» была придана обратная сила, и в соответствии с ним были казнены многие участники судебных расправ 1961 г. в Киргизии, арестованные до издания указа. Невиданная со времен инквизиторов средневековья казнь людей путём придания закону обратной силы вызвала большие протесты мировой общественности. В тот год во Фрунзе одновременно начались три крупных судебных процесса. По делу «трикотажников» на скамью подсудимых было посажено около 150 человек. Прокурорами на этом процессе были назначены Г. А. Терехов и В. С. Афанасьев. В другом большом здании города Фрунзе рассматривалось уголовное дело судебно — прокурорских работников судебной коллегией Верховного суда СССР под председательством Н. А. Анашкина. На скамье подсудимых этого процесса сидело около 80 человек. И третий судебный процесс шел в Клубе милиции по обвинению работников милиции. Дело рассматривал Верховный суд Киргизской ССР. Каков же был результат судебных процессов по уголовным делам Аламединской трикотажной фабрики и судебно — прокурорских и милицейских работников? Эти дела рассматривались в течение многих месяцев. В итоге были вынесены следующие приговоры: по уголовному делу Аламединской трикотажной фабрики приговорены к расстрелу 21 человек. Привели в исполнение приговор в отношении 14 человек, остальных 7-х помиловали как участников Великой Отечественной войны 1941—1945 годов, заменив расстрел 15 годами лишения свободы. По судебно-прокурорскому делу: 9 человек были приговорены к расстрелу, привели приговор в отношении двоих: Волгина — начальника следственного отдела Прокуратуры Киргизской ССР и Мурсалимова — оперативного работника Фрунзенского городского управления милиции. Остальных семерых помиловали как участников войны 1941—1945 годов, заменив расстрел 15 годами лишения свободы. Придание закону обратной силы вызвала протесты мировой общественности. Против фрунзенского процесса протестовал лауреат Нобелевской премии писатель Бертран Рассел, до которого в 1963 г. дошли сведения об этом судилище. Увы, этот юридический казус не распутан по сей день. Верховный суд Киргизской Республики 22 июля 1999 г. рассмотрел представление Генерального прокурора Кыргызской Республики по делу одного из главных обвиняемых, бывшего председателя Госплана Киргизской ССР, участника Великой Отечественной войны Бекжана Дюшалиева, которого расстреляли несмотря на то, что он был участником ВОВ, и оставил расстрельный приговор от 13 июля 1962 г. в силе: «Мера наказания определена с учётом степени виновности Дюшалиева, общественной опасности содеянного им и его личности». Размышляя над этим эпизодом, а также над тем, почему репрессии разверзлись именно над Киргизией, а не какой-то другой советской республикой, К.Курманов в своих воспоминаниях приходит к следующему выводу. Помимо общеполитических задач, связанных с кризисом его социально-экономической политики, Н.Хрущев «закручивал гайки» ещё и потому, что везде рассаживал своих выдвиженцев. Первый секретарь ЦК Компартии Киргизии И.Раззаков правил республикой с 1950 по 9 мая 1961 гг. и оставался последним руководителем республиканского масштаба, назначенным И.Сталиным. В апреле 1961 г. начались первые массовые аресты по делу «трикотажников», и уже в мае И.Раззакова снимают с должности якобы за развал республики и национализм, хотя никакого национализма, а тем более развала не было. При И.Раззакове, например, было построено в республике более 500 фабрик и заводов, а Б.Дюшалиев был его выдвиженцем и соратником, вместе с которым, как председателем Госплана, он строил грандиозные социально-экономические планы по развитию Кыргызстана, которые изложены в официальных документах того времени и многие из которых пытаются реализовать сейчас в Кыргызской Республике. Например, освоение угольных копей Кара-Кече и обеспечение страны своим углем, прокладка к этим копям железнодорожной ветки, обеспечение республики своей нефтью и газом. И чтобы дело не выглядело сугубо «еврейским», на скамью подсудимых посадили большую группу «националистов», единственной виной которых было то, что они были киргизами и работниками правоохранительных органов. Такой видится профессору К.Курманову фабула этого скандального и трагического одновременно «дела».
В 1966 г. К.Курманов также участвовал в деле по «антимилицейскому восстанию» в г. Фрунзе. Этот бунт возник как бы спонтанно в ответ на самоуправство сотрудников милиции, арестовавших двух солдат за нарушение общественного порядка в районе центрального городского базара, и закончился столкновениями между гражданскими лицами и милицией и массовыми беспорядками, продолжавшимися несколько дней. В течение месяца после беспорядков власти отлавливали наиболее активных участников и привлекали их к уголовной ответственности (примерно 500 человек). В отношении большинства было предъявлено обвинение за хулиганство и уничтожение государственного имущества. Эти дела были пропущены через районные народные суды. В отношение 9 человек из числа наиболее активных участников массовых беспорядков уголовное дело рассматривалось в городском суде г. Фрунзе. Всех их приговорили к длительным срокам лишения свободы. Зачинщиком и наиболее активным руководителем массовых беспорядков в г. Фрунзе был признан гражданин русской национальности, являвшийся учителем рисования и пения в Георгиевской средней школе из соседнего Курдайского района Казахской ССР. Такие же массовые антимилицейские беспорядки затем в 1966-67 гг. произошли в городах Чимкенте, Джамбуле, Степанакерте, Кишиневе, Туле, Слуцке и других городах СССР.
В июне 1967 г. в Чимкенте в одном из вытрезвителей города сотрудниками милиции был до смерти забит шофер городского автопарка. В тот же день эта весть дошла до сотрудников автопарка, и те на своем стихийном митинге пообещали завтра же разобраться с убийцами. К 12 часам следующего дня около трёх тысяч человек собрались у автовокзала и направились к зданиям городского и областного управлений внутренних дел. После непродолжительного штурма здания захватила толпа разъяренных людей и тут же их подожгла. Затем была предпринята попытка захвата тюрьмы. Но здесь штурмующих ждало упорное сопротивление вооруженных солдат. Последние открыли огонь по нападавшим, и первые убитые усеяли площадь перед тюрьмой. К ночи в город вошло подкрепление для милиции в лице курсантов танкового училища из Чирчика. Восставшие были рассеяны. Вскоре начались массовые аресты зачинщиков беспорядков. В результате 13 человек были осуждены, причем четверо из них приговорены к расстрелу.
Крупные беспорядки произошли в июле 1967 г. в Степанакерте. Восставших было около 2000 человек. Причиной массовых беспорядков было недовольство мягким приговором преступникам, убившим мальчика. Восставший народ отбил осужденных у конвоя и сжег их живьем прямо на улице. При вооруженном разгоне восстания были жертвы.
Исследователи утверждают, что толчком для антимилицейских восстаний было соперничество между министром охраны общественного порядка РСФСР Тикуновым Вадимом Степановичем, который был на хорошем счету у Политбюро ЦК КПСС, и личным другом Генерального секретаря ЦК КПСС Брежневым Леонидом Ильичем, бывшим вторым секретарем ЦК Компартии Молдавии Щелоковым Николай Анисимовичем, который победил в этом соперничестве и занял пост министра внутренних дел СССР.
Профессор К.Курманов выступал по этим резонансным делам хрущевской оттепели как очевидец этих событий и учёный-исследователь одновременно.

## Научная деятельность
В 1947 г. К.Курманов участвовал в историко-этнографической экспедиции Ленинградского университета по сбору материалов о китайских киргизах, проживавщих в Синцзяне (КНР) под руководством известного историка-востоковеда Саул Менделевича Абрамзона. Впоследствии эти материалы были использованы при написании ряда работ по истории киргизского народа, как «Формы родоплеменной организации у кочевников Средней Азии» // Родовое общество (этнографические материалы и исследования) / ТИЭ. Т. XIV. 1951; «К вопросу о патриархальной семье у кочевников Средней Азии» // КСИЭ. Вып. XXVIII. 1958; «Этнический состав киргизского населения Северной Киргизии» // Труды Киргизской археолого-этнографической экспедиции. Т. IV. Л., 1960; «Киргизы и их этногенетические и историко-культурные связи». Л., 1971, (переиз. Фрунзе, 1990) и др.
В ноябре 1952 г. поступил по всесоюзному конкурсу в очную аспирантуру Института государства и права АН СССР в Москве, но вскоре с группой аспирантов из Киргизской ССР -Чингизом Айтматовым, Топчубеком Баялиновым и другими, был исключен из аспирантуры из-за «чуждого» социального происхождения.

## Личный вклад в науку
В 1963 г. К.Курманов снова поступает в очную аспирантуру юридического факультета Киргизского государственного университета, ныне Киргизского национального университета имени Ж. Баласагына, которую успешно окончил, защитив в 1967 г. в Алма-Ате под грифом «Для служебного пользования» первую кандидатскую диссертацию в СССР по борьбе с наркоманией, так как эта проблематика носила в СССР закрытый характер. Официоз считал, что в СССР нет такого социального и пагубного явления как наркомания, что очень сильно тормозило развитие советских научных исследований в этом направлении. В работе К. Курманова впервые в советской юридической науке наркомания была рассмотрена как криминальное явление, как преступление. До этого времени наркомания рассматривалась медицинской наукой как болезнь. В уголовном законодательстве СССР и союзных республик отсутствовало наказание за употребление наркотиков. Отметим, что выбор темы был выбран автором не случайно. В 1950—1960-е годы Киргизская ССР входила в зону промышленного производства сырца-опия.
После защиты диссертации К. Курманов продолжает работать по проблеме борьбы с наркотизмом, предлагая внести в советское уголовное законодательство нормы, ужесточающие ответственность за незаконный оборот, распространение, потребление, продажу и производство наркотических средств. Максимальная ответственность предусматривала 3 года лишения свободы. Такие же нормы стали затем появляться в уголовном законодательстве отдельных союзных республик.
В годы перестройки, когда в Советском Союзе отменили все официальные запреты на тему наркомании, эти нормы стали синхронизироваться и приводиться в соответствие с общесоюзным законодательством, ибо советские «наркодельцы», использовали пробелы в законодательстве союзных республик, стремились всеми средствами и путями уйти от ответственности или смягчить наказание за занятие наркоманией.
В 1991 г. К.Курманов первым в СССР защитил докторскую диссертацию (снова в Алма-Ате) по проблеме борьбы с наркотизмом. Его труды по наркотизму стали открытыми для всеобщего пользования и настольными учебными пособиями для практических работников правоохранительных органов СССР и постсоветских республик.
Первым среди юристов он стал академиком Национальной академии наук Киргизстана.
Курманов К. Ш. является автором более 150 научных публикаций, в том числе первой и уникальной в СССР монографии, посвященной наркотизму в СССР (Наркомания: уголовно-правовые и криминологические проблемы. Фрунзе, Илим, 1989).
Область научных исследований К.Курманова: общетеоретические проблемы уголовного права, борьба с преступностью, борьба с наркотизмом, криминалистика и криминология. Подготовил 7 докторов и более 20 кандидатов наук.
Член специализированных диссертационных советов по защите кандидатских и докторских диссертаций в КазНУ им. А.Фараби, КРСУ, КГЮА и др.
Член редакционной коллегии международного журнала «Наука и жизнь Казахстана».
Член редакционной коллегии научного журнала «Научные труды Академии МВД Кыргызской Республики».

## Награды и звания
В 2019 г. был выдвинут на присвоение почётного звания «Кыргыз эл батыры» («Герой киргизского народа»).
Заслуженный деятель науки Киргизской Республики
Орден «Манас» 3-й степени
Медаль СССР «За доблестный труд в годы ВОВ в тылу»
Медаль СССР «Ветеран труда СССР»
Медаль «65 лет победы в Великой Отечественной войне 1941—1945 гг.»
Медаль РФ «75 лет победы в Великой Отечественной войне 1941—1945 гг.»
Медаль КР «75 лет победы в Великой Отечественной войне 1941—1945 гг.»
Отличник юстиции Киргизской Республики
Отличник образования Киргизской Республики
Лауреат премии им. профессора Р.Тургунбекова
Почётный профессор Киргизского государственного университета им. И.Арабаева
Почётный профессор Чуйского университета
Почётный профессор Восточного университета им. М.Барскауни
Почётный профессор Академии МВД Киргизской Республики
Почётный профессор Киргизской государственной юридической академии
Почётный академик Национальной академии наук Кыргызской Республики
Почётный гражданин Джумгальского района Киргизской Республики
Персональный пенсионер за особые заслуги перед Киргизской Республикой

## В массовой культуре
В киноромане известного кыргызского режиссёра с мировым именем Болотбека Шамшиева (снявшего всемирно известные кинофильмы «Выстрел на перевале Караш», «Алые маки Иссык-Куля», «Белый пароход», «Волчья яма» и др.) «Я верю» («Эсимде»), изданном в Бишкеке в 2019 г., Курманов Карпек выступает в качестве прообраза главного героя политического детектива Кутманова Карыпбека, молодого юриста, окончившего ленинградский институт и поступившего на работу в киргизскую республиканскую прокуратуру, где судьба его сводит с начальником отдела по борьбе с бандитизмом МВД Киргизской ССР легендарным полковником Абдылдой Исабаевым (в книге — А.Исакеевым).

## Родные и близкие
Дядя — Сыдыкбеков, Тугельбай — Народный писатель Кыргызстана, академик НАН КР, Герой Кыргызстана, лауреат Государственной премии СССР, классик киргизской советской литературы.
Брат — Курманов Юсуп — ветеран Великой Отечественной войны, полковник Советской Армии, военный комиссар Нарынской области.
Брат — Лепесов Эмильбек, кандидат исторических наук, доцент БГУ им. Х.Карасаева.
Супруга — Курманова Анипа, юрист по образованию, пенсионер.
Старший сын — Курманов Айдар, 1954 г. рождения, кандидат юридических наук, профессор, зав. кафедрой уголовного процесса и криминалистики Киргизской государственной юридической академии.
Сын — Курманов Зайнидин, 1955 г. рождения, выпускник исторического факультета ЛГУ им. А. А. Жданова, один из выдающихся универсантов СПбГУ, доктор исторических наук, профессор, академик, заслуженный работник образования Киргизской Республики, Торага (спикер) Жогорку Кенеша Киргизской Республики 4-го созыва, Государственный советник Кыргызской Республики 2-го класса.
Дочь — Курманова Гульнара, с отличием окончила юридический факультет Московского государственного университета имени М.Ломоносова, судья 1-й категории, адвокат.
Внук — Ильяс Курманов, юрист по образованию, выпускник КРСУ, кандидат политических наук.
Внучка — Малика Курманова, с отличием окончила юрфак КРСУ, кандидат юридических наук.
Внук — Курманов Абдулазим, юрист, дипломат, Государственный советник КР 3-го класса.
Племянник — Курманов Эркин, деятель культуры, композитор, член Союза композиторов СССР и КР.
Племянник — Курманов Султан, командующий Национальной Гвардией КР.

## Научные и литературные труды
- Курманов К. Наркомания: уголовно-правовые и криминологические проблемы. — Фрунзе: Илим, 1989.- 2000 экз.
- Курманов К. Ш. Уголовная ответственность за хищение опия. — Бишкек, 2021.- 345 c. — 500 экз.- ISBN 978-9967-32-438-1
- Курманов К. Уголовное право Кыргызской Республики (Общая часть). Учебник для вузов. — Бишкек, 2004.- 1000 экз.
- Курманов К. Уголовное право Кыргызской Республики (Общая часть). Изд. 4-е с измен., доп. Учебник для вузов. — Бишкек, 1998. — 229 с. — 2000 экз. — ISBN 9967-401-12-X
- Курманов К. Уголовное право Кыргызской Республики (Часть особенная). Учебник для вузов. Бишкек, 2000.- 2000 экз.
- Курманов К. Квалификация преступлений: теория и практика. Бишкек: ИД «Наука и образование», 2001.- 101 с. — 700 экз.- ISBN 9967-02-054-7
- Курманов К. Ш., Сыдыкова Л. Ч., Шаршеналиев А. Ш. и др. Комментарий к Уголовному кодексу Кыргызской Республики. — Бишкек: ИД «Наука и образование», 2003. — 746 с. — 4000 экз. — ISBN 9967-02-220-5
- Курманов К. Наркотики: преступление, профилактика. — Бишкек: КГЮА, 2005.
- Курманов К. Кылмыш-жаза укугу боюнча тушундурмо создук.- Бишкек: Наука и образование, 2002. — 172 б.
- Карпек Курманов. Исповедь юриста. Автобиографический очерк к 85-летию юбиляра. — Бишкек: 2013. — 180 с. — 300 экз. — ISBN 978-9967-08-438-4
- Карпек Курманов. Юристтин осуяты.- Бишкек: 2014. — 185 с. — 500 экз. — ISBN 978-9967-08-438-4
- Карпек Курманов . Исповедь юриста. Автобиографический очерк. Изд. 2-е, перераб. и доп.- Бишкек: 2017. — 255 с. с илл. — 500 экз. — ISBN 978-9967-32-258-5